# John Baker (Ingenieur)
John Fleetwood Baker, Baron Baker, (* 19. März 1901 in Liscard, Cheshire; † 9. September 1985 in Cambridge) war ein britischer Bauingenieur und Professor für Baustatik an der Universität Cambridge.

## Leben
Baker war der Sohn von J. W. Baker und von Emily Westwood. Er studierte an der Universität Cambridge (Clare College) und arbeitete danach beim Luftfahrtministerium an den Tragwerken für Luftschiffe. 1926 war er Assistant Lecturer am University College in Cardiff und 1928 Forscher an der Building Research Station. Nach einer Tuberkulose-Erkrankung 1929 wechselte er zur Forschung im Stahlbau beim Structural Steel Research Committee (SSRC), wo man Probleme mit dem von der theoretischen Vorhersage stark abweichenden gemessenen Spannungswerten in Stahlkonstruktionen hatte. Baker entwickelte in Großbritannien eine Traglastheorie für den Stahlbau, die im Gegensatz zur vorher verwendeten Bemessung nach der Elastizitätstheorie auf der Plastizitätstheorie beruhte. Mit seinen Schülern propagierte er auch die Anwendung in anderen Bereichen des Bauingenieurwesens.

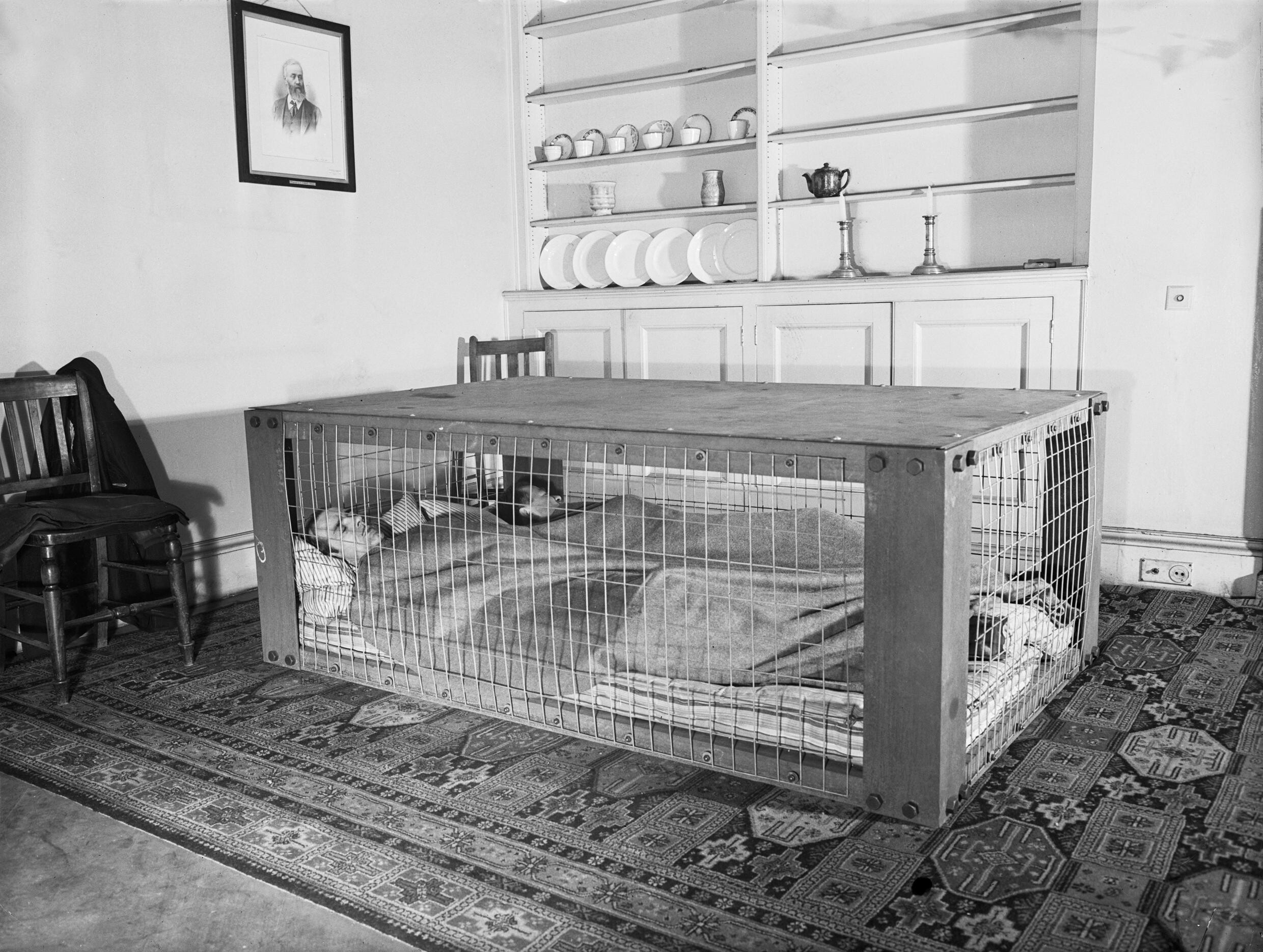
Ein Ehepaar schläft in einem Morrison indoor shelter

1933 wurde er Professor an der Bristol University. 1939 bis 1943 war er wissenschaftlicher Berater beim Heimatschutzministerium und entwickelte 1940 (nach seiner Traglasttheorie) eine Schutzvorrichtung innerhalb von Wohnungen im Fall eines Bombentreffers, das Morrison indoor shelter (benannt nach dem damaligen Heimatschutzminister), das in großer Zahl produziert wurde. Ab 1943 war er Professor für Mechanik und Vorstand der Ingenieursfakultät an der Universität Cambridge. Ein Gebäude am Institut (Baker Building), entworfen nach Bakers Traglasttheorie und 1952 eröffnet, ist nach ihm benannt. 1968 emeritierte er. Baker war auch Vorstand mehrerer Firmen.
1963 wurde er Ehrendoktor der Universität Edinburgh. 1977 wurde ihm auf Lebenszeit (Life Peerage) der britische Adelstitel Baron Baker, of Windrush in the County of Gloucestershire, verliehen. Er erhielt auch den Order of the British Empire (OBE) und die 1953 die zweite Goldmedaille der Institution of Structural Engineers.
Seit 1928 war er mit Fiona Mary MacAlister Walker verheiratet und hatte zwei Töchter.

## Schriften
- mit Alfred Pippard: The Analysis of Engineering Structures, London, E. Arnold 1937, 4. Auflage 1968
- The steel skeleton, Band 1 (Elastic Design), Cambridge University Press 1954, Band 2 (Plastic Design) mit Heyman, Horne, Cambridge University Press 1956
- mit Heyman: Plastic design of frames, 2 Bände, Cambridge University Press 1969, 1971, Neuauflage 2008

## Verweise
1. ↑  Nach Kurrer besuchte er 1936 auch eine Konferenz in Deutschland, wo ähnliche Entwicklungen seit längerem im Gang waren, zum Beispiel bei Hermann Maier-Leibnitz auf experimentellem Gebiet und durch Josef Fritsche und Karl Girkmann auf theoretischer Ebene, und holte sich dort Anregungen. Erste Ansätze des Traglastverfahrens stammen 1914 vom Ungarn Gábor von Kazinczy.
2. ↑  Zum Beispiel auch in der Bodenmechanik, wo Kenneth Harry Roscoe sein Schüler war. Ein weiterer bekannter Schüler war Jacques Heyman.
3. ↑  Er benutzte den Entwurf später als Beispiel in seinen Vorlesungen, ebenso wie die stählerne Eisenbahnbrücke über den Firth of Forth.
4. ↑  Baker schrieb später ein Buch über diese Entwicklungen Enterprise versus bureaucracy: the development of structural air-raid precautions during the 2nd World War, Oxford, Pergamon Press 1978

| Personendaten    | Personendaten                                           |
| ---------------- | ------------------------------------------------------- |
| NAME             | Baker, John                                             |
| ALTERNATIVNAMEN  | Baker, John Fleetwood, Baron Baker (vollständiger Name) |
| KURZBESCHREIBUNG | britischer Bauingenieur und Professor für Baustatik     |
| GEBURTSDATUM     | 19. März 1901                                           |
| GEBURTSORT       | Liscard, Cheshire                                       |
| STERBEDATUM      | 9. September 1985                                       |
| STERBEORT        | Cambridge                                               |